# Johannes Schmiedt

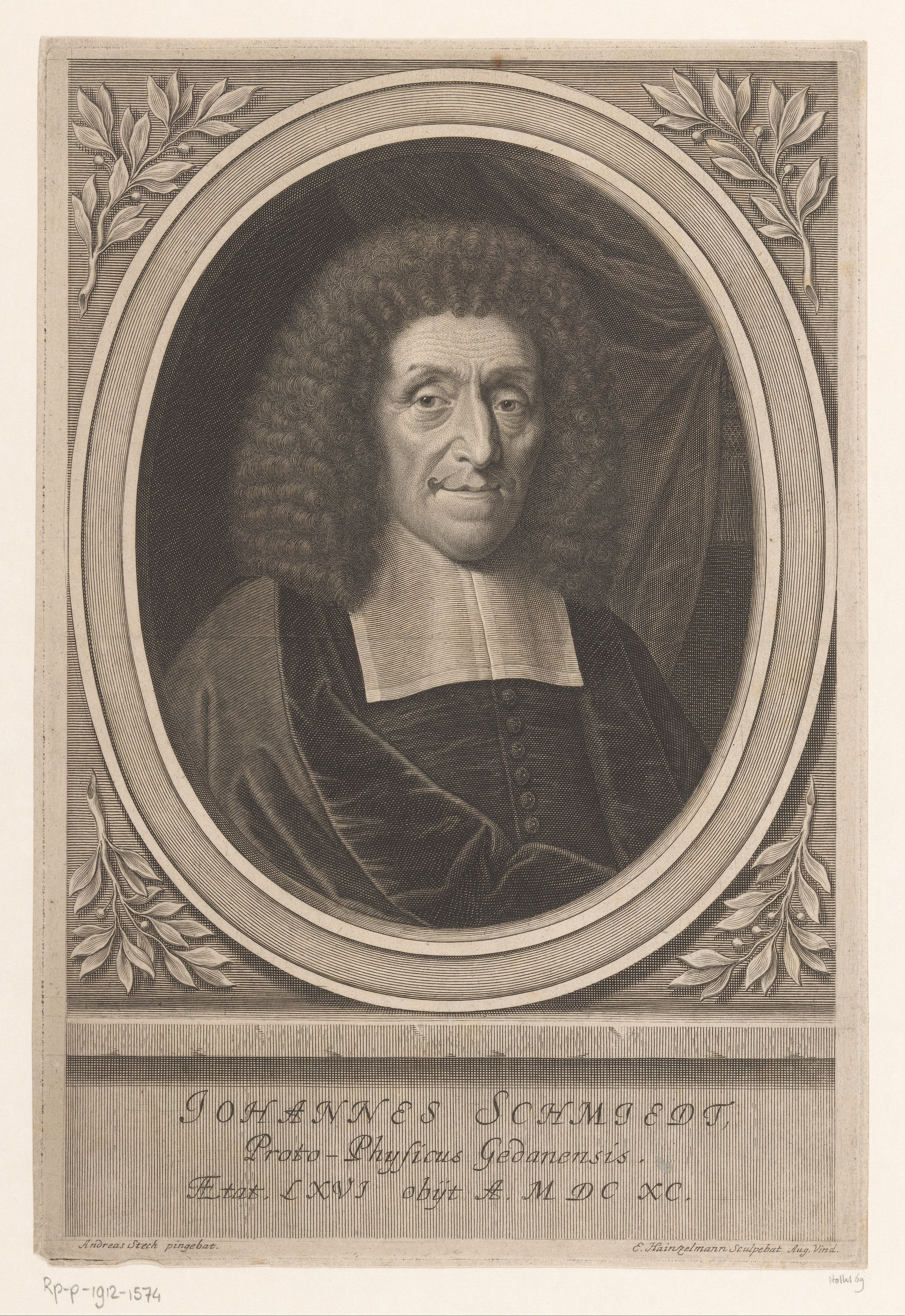
Johann Schmiedt

Johannes Schmiedt (auch Johann Schmiedt, Johann Schmidt, Fabricius, Fabritius,  * 1. Dezember 1623 in Danzig; † 3. März 1690 ebenda) war ein Danziger Mediziner und Pionier bei der Erforschung der Aphasie sowie auch der Auswirkungen von Arzneimittelbehandlungen, die Menschen intravenös verabreicht werden.

## Leben
Johannes Schmiedt war der Sohn des Danziger Arztes Daniel Schmiedt (um 1588–1651).
Er studierte an den Universitäten in Königsberg, Leiden, Paris und Montpellier Medizin und wurde in Montpellier promoviert.
Schmiedt wirkte ab 1650 in Danzig und wurde 1661 Stadtarzt.
Johannes Schmiedt gehört durch seine 1676 veröffentlichte Schrift De oblivione lectionis ex apoplexia salva scriptione mit dem Rothenburger Stadtarzt Johann Augustin Philipp Gesner (1738–1801) und dem Ulmer Stadtarzt Peter Rommel (1643–1708) zu den Pionieren bei der Erforschung von Sprachstörungen. Im Jahr 1666 wurde von ihm bereits die intravenöse Behandlung der Lues beschrieben. Er wurde damit einer der Pioniere der intravenösen Infusionstherapie für verschiedene beim Menschen verwendete Arzneimittel und der Forschungen über die Auswirkungen von Arzneimittelbehandlungen, die Menschen intravenös verabreicht werden. Er arbeitete mit Johann Ernst Scheffler (um 1604–1673) zusammen, mit dem er das Dispensatorium officinarum pharmaceuticarum Gedanense entwickelte.
Er war einer von vierzehn Ärzten, die am 22. März 1677 einen Antrag an die Danziger Behörden unterschrieben hatten, um in der Stadt eine medizinische Selbstverwaltung Adumbratio Legum futuri Collegii Medici Gedanensis zu schaffen.
Von seiner Korrespondenz ist sein Schriftwechsel mit Johann Georg Volkamer überliefert.
Schmiedt veröffentlichte diverse seiner Schriften im Publikationsorgan der Leopoldina, scheint aber nie Mitglied der Akademie geworden zu sein. Entgegen den Angaben in verschiedenen Biografien lässt sich eine Mitgliedschaft nicht belegen.
Johannes Schmiedt war seit 1654 mit Dorothea, geborene Wulff († 1655), Witwe des Kaufmanns Heinrich Borbeck und ab 1659 mit Anne Marie, geborene Riccius, einer Tochter des Danziger Filialisten Christoph Riccius, verheiratet. Der Mediziner Johann Gabriel Schmiedt (2. April 1662 Danzig – 8. August 1686 Helmstedt) war sein Sohn aus zweiter Ehe.
Schmiedt wurde in Danzig in der Kirche der Heiligen Jungfrau Maria begraben.

## Schriften
- mit Johann Ernst Scheffler: Dispensatorium Gedanense continens omnia Materialia et Medicamenta Galenica, quem Chymica que in officinis Gedanensibus prostant, Auctoritete Magnif; et Ampliss. Senatus munitum, opera vero et studio Joh. Ernesti Scheffleri D. et Joh. Schmidt D. Physicorum huius loci ordinariorum adornetum, Anno a parte Virginis MDCLXV.
- De oblivione lectionis ex apoplexia salva scriptione. In: Miscellanae Curiosa Medico-Physica Acadamiae Naturae Curiosorum. 4, 1676, S. 195–197 (uni-halle.de).

## Briefe
- Brief an Johann Georg Volkamer, Danzig 16. März 1669 (digital.bib-bvb.de).
- Brief von Johann Georg Volkamer, Nürnberg 16. Juli 1671 (digital.bib-bvb.de).
- Brief an Johann Georg Volkamer, Danzig 21. März 1678 (digital.bib-bvb.de).
- Weitere Korrespondenzen s. unter Frühneuzeitliche Ärztebriefe 1500-1700!